# Emma es encantadora
Emma es encantadora (títol original en castellà) és una sèrie d'historietes escrita per Andreu Martín i Francisco Pérez Navarro i dibuixada per Trini Tinturé per a la revista de còmic femení Lily. La seva protagonista homònima és una bruixa adolescent.

## Trajectòria editorial
La idea original de desenvolupar una sèrie protagonitzada per una bruixa moderna va venir de la pròpia Trini Tinturé, però fou Andreu Martín qui es va encarregar de desenvolupar-la.
El primer lliurament de la sèrie va aparèixer en el número 1045 de la revista femenina Lily, datat del 14 de desembre de 1981. Va ser continuada per Francisco Pérez Navarro.
Ja el 1983 va començar a publicar-se en altres països, començant per Grècia. La mateixa Bruguera la va recollir també en la seva col·lecció "Joyas Literarias Juveniles"/Serie Azul.
En el nou segle, Joan Navarro, des de l'editorial Glénat, va començar a reeditar-la en una cuidada edició, de la qual van sortir sengles volums el 2006 i 2008.